# Formoso (Kansas)
Formoso es una ciudad ubicada en el de condado de Jewell en el estado estadounidense de Kansas. En el año 2010 tenía una población de 93 habitantes y una densidad poblacional de 132,86 personas por km².

## Geografía
Formoso se encuentra ubicada en las coordenadas 39°46′46″N 97°59′33″O / 39.77944, -97.99250 (39.779355, -97.992458).

## Demografía
Según la Oficina del Censo en 2000 los ingresos medios por hogar en la localidad eran de $22,500 y los ingresos medios por familia eran $33,958. Los hombres tenían unos ingresos medios de $31,458 frente a los $14,688 para las mujeres. La renta per cápita para la localidad era de $14,509. Alrededor del 11.6% de la población estaban por debajo del umbral de pobreza.